# Університет Айн-Шамс
Університет Айн-Шамс — державний вищий навчальний заклад у Каїрі, Єгипет.

## Історія

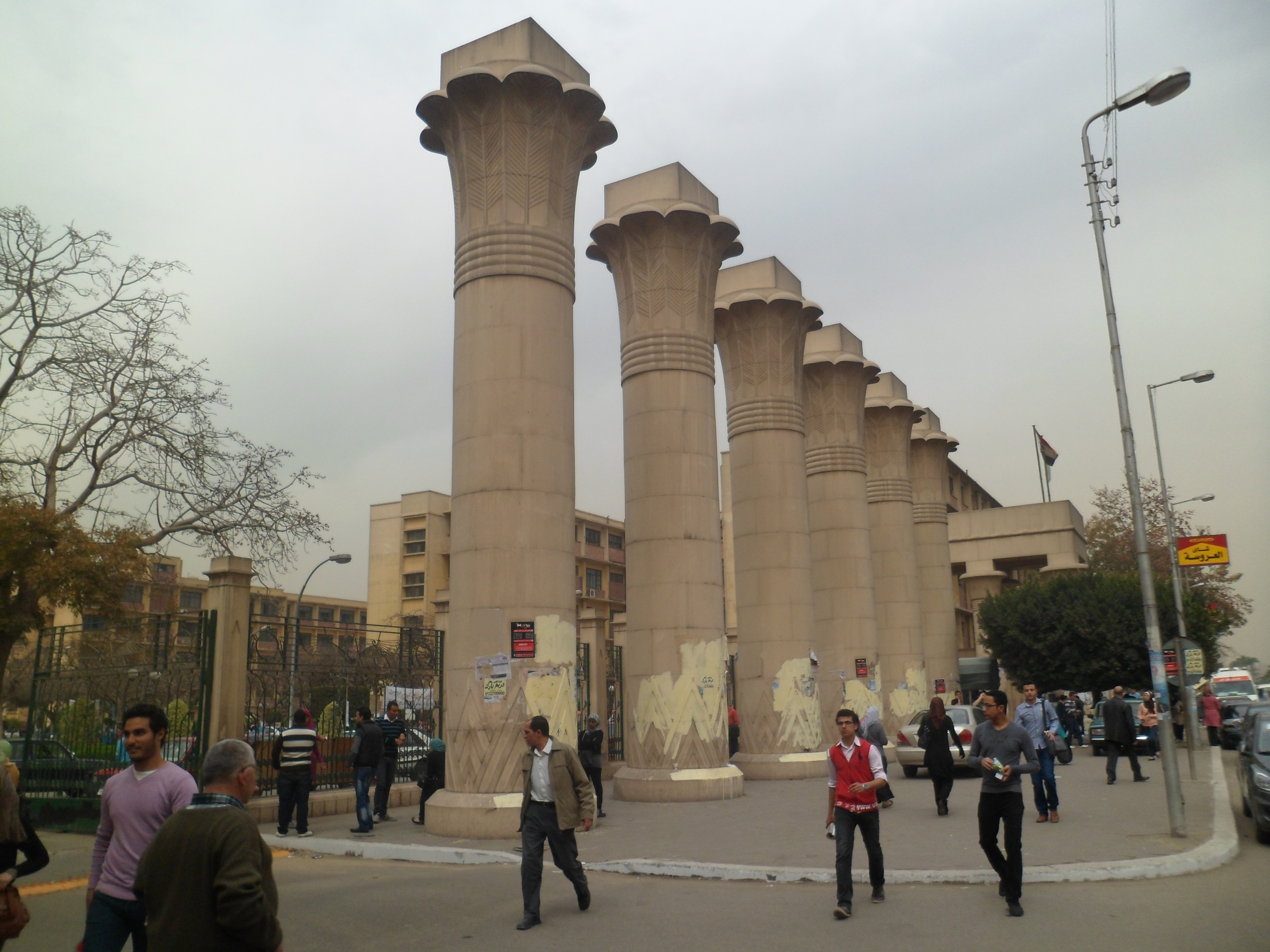
Університет Айн-Шамс — Головний вхід

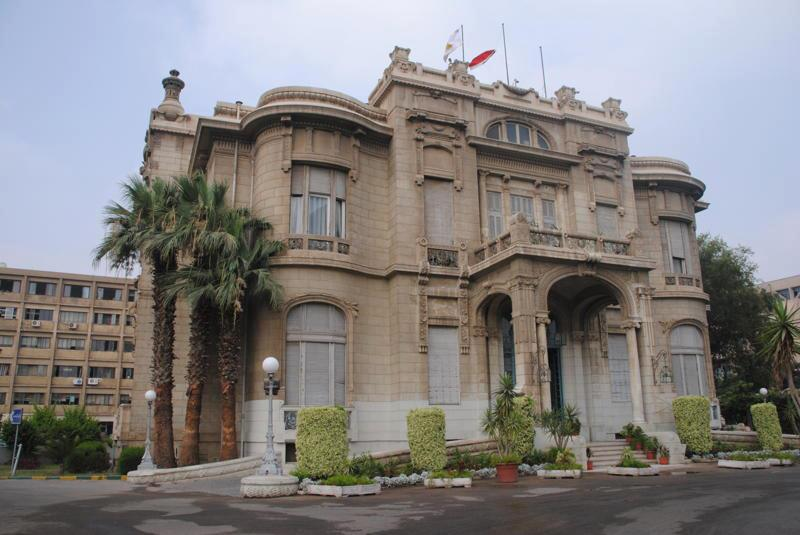
Історичний палац Зафааран у кампусі Аббасія — резиденція адміністрації університету

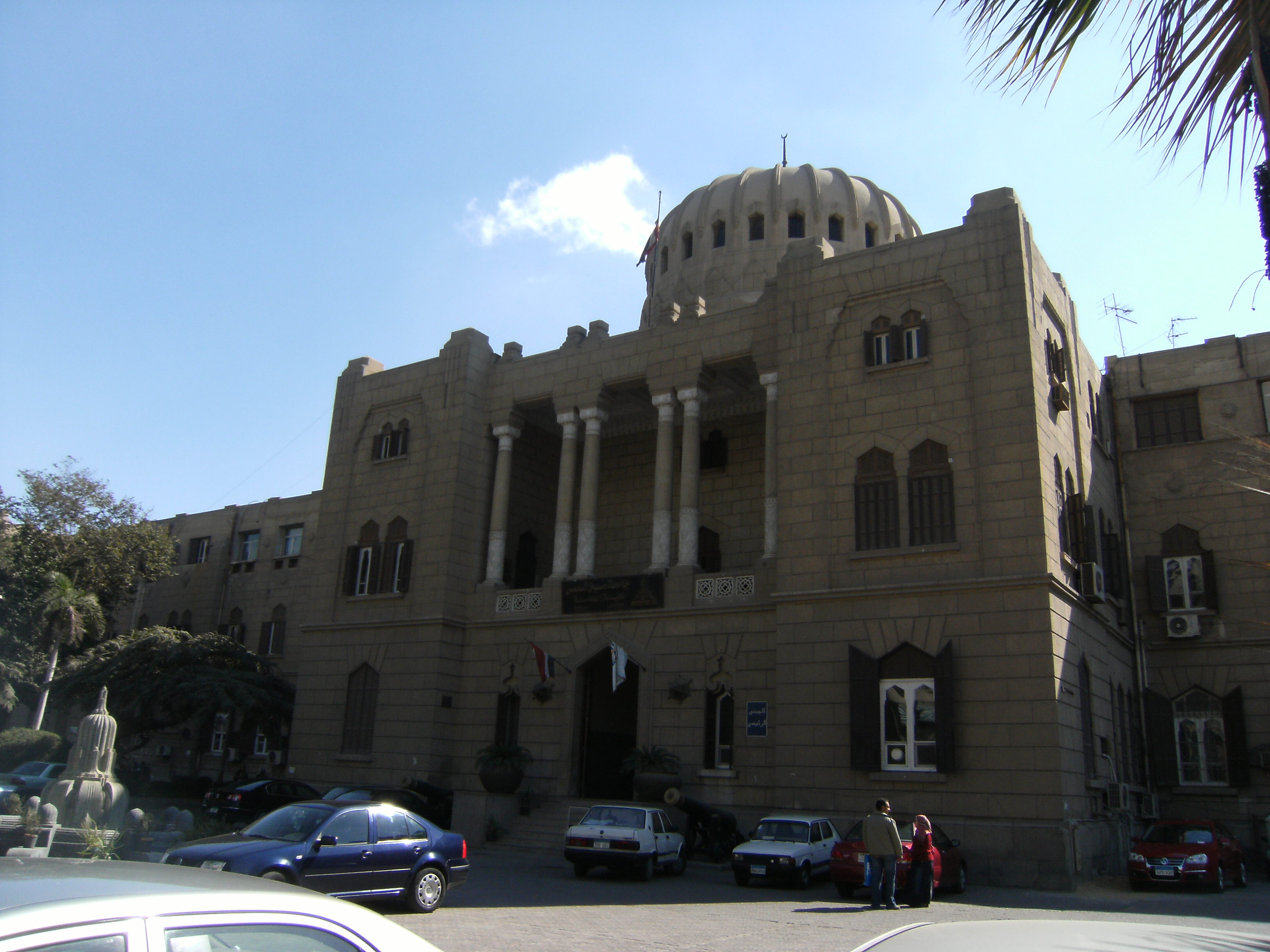
Головний корпус інженерного факультету

Третій цивільний єгипетський університет був заснований у липні 1950 року під назвою «Університет Ібрагіма-паші». Він брав участь разом із двома раніше створеними університетами, «Каїрським університетом» і «Александрійським університетом», у реалізації ідеї створення університетів для задоволення зростаючого попиту молоді на вищу освіту. Під час створення Університету Айн-Шамс включали ряд факультетів і академічних інститутів, які пізніше були перетворені в окремі університети.
У навчальному році 2005/2006 університет мав 197 032 студентів та 9 338 співробітників. Найбільші факультети в той час були факультети економіки, права і мистецтва.
У квітні 2022 року університет повідомив, що зараз навчається 220 614 студентів, із них 112 181 жінок (54 %) і 96 251 чоловіків (46 %). З цих студентів 78 % були єгиптянами, 3 % — іноземними студентами, і 19 % мали невідомий статус.

## Структура
У складі університету — 20 факультетів та інститут:
- Медичний факультет
- Факультет наук
- Фармацевтичний факультет
- Інженерний факультет
- Факультет комп'ютерних та інформаційних наук
- Факультет стоматології
- Факультет бізнесу
- Факультет Аль-Алсун
- Факультет освіти
- Факультет права
- Факультет сільського господарства
- Факультет спеціальної освіти
- Факультет жінок
- Факультет мистецтв
- Факультет сестринської справи
- Факультет післядипломної освіти
- Факультет післядипломної освіти та досліджень навколишнього середовища
- Факультет археології
- Факультет ветеринарної медицини
- Факультет ЗМІ та масових комунікацій
- Інститут сільськогосподарських досліджень посушливих земель

Університет Айн-Шамс має сім філій у районі Великого Каїру. У районі Аббасія розташовано чотири кампуси, включаючи два основних кампуси, лікарню Айн-Шамс з медичним факультетом і технічний факультет. Крім того, Аббасія є місцем розташування адміністративної частини університету, яка розміщена в історичному палаці Зафааран.

## Відомі викладачі та випускники
- Ахмед Абу-ль-Гейт
- Алі Абдул Аал Сайєд Ахмед
- Джума Алі
- Алі Лютфі Махмуд
- Карімат Аль-Сайєд
- Бінт аш-шаті
- Фатулла Джаміль
- Шериф Ісмаїл
- Екмеледдін Іхсаноглу
- Омар Міфтах Уста
- Латіфа аль-Зайят
- Наваль ес Саадаві
- Омар Сулейман
- Фарук Ель-Баз
- Мохамед Ельгебалі
- Абдель Азіз Мухаммед Хігазі
- Самех Шукрі